# Uroloba
Uroloba is een geslacht van vlinders van de familie vedermotten (Pterophoridae).

## Soorten
- U. calycospila Meyrick, 1932
- U. fuscicostata Walsingham, 1891